# Wrangellia
Wrangellia  (du nom des montagnes Wrangell, en Alaska) est un terrane et une grande province magmatique en Amérique du Nord. Cette région forme une bande d'une longueur de 2 300 km en bordure du Pacifique, de la partie centre de l'Alaska, à l'ouest de Yukon, jusqu'au sud  de la côte de la Colombie-Britannique au Canada (jusqu'à l'île de Vancouver). Selon certains chercheurs Wrangellia s'étend plus loin encore vers le sud jusqu'à l'Oregon mais cette opinion est minoritaire.

## Étendue et terminologie
Le terme Wrangellia s'applique généralement au terrane Wrangellia seul. C'est l'acception qui sera retenue dans cet article. Cependant le nom peut désigner aussi un  terrane composite constitué du terrane de Wrangellia, du terrane Alexander et du terrane péninsulaire.
Les premiers chercheurs utilisaient parfois le terme « Talkeetna Superterrane» pour décrire Wrangellia.

## Géologie

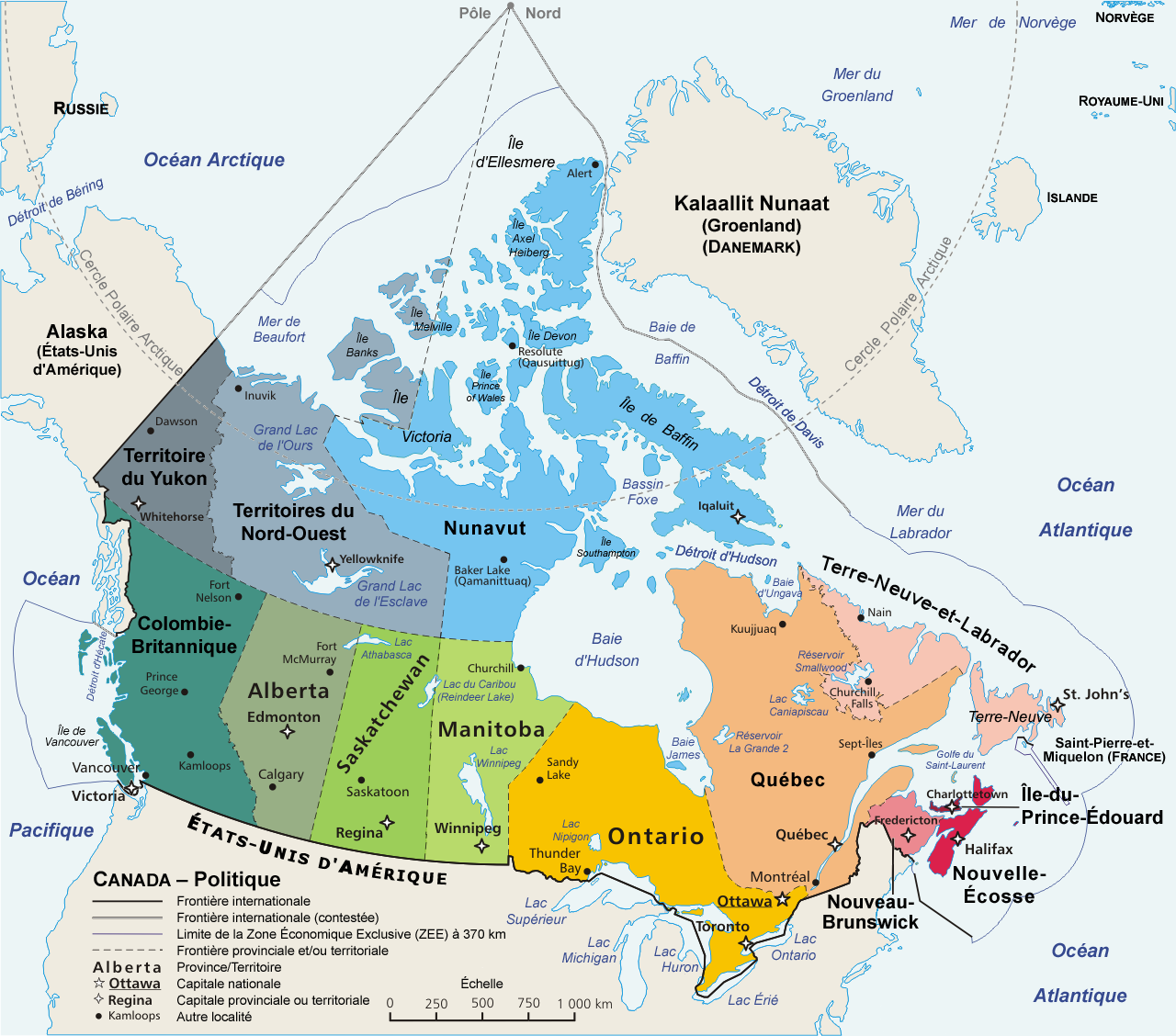
Du nord au sud sur la côte ouest : l'Alaska, le Yukon, la Colombie-Britannique (cliquer pour agrandir)

Wrangellia se caractérise par ses "basaltes d'inondation" ("flood basalts") - basaltes dont l'écoulement est si fluide qu'il couvre des zones très vastes d'une inondation de lave. Ils forment une variété océanique d'une grande province ignée (LIP, pour l'anglais Large Igneous Province) dans le Trias moyen à supérieur. Un million de km3 de basaltes au total se sont épanchés, ceci au cours d'une seule phase de volcanisme tholéiitique sur une période de 5 millions d'années il y a 230–225 millions d'années, peut-être sur une période plus brève de 2 millions d'années, sur une croûte d'arc submergée préexistante.
Les roches de Wrangellia comprennent un empilement de laves tholéiitiques  et de laves en coussins : les roches vertes de Nikolai (la formation de Nikolai Greenstone dans le Yukon et le centre de l'Alaska) et la formation de Karmutsen (dans les îles de Vancouver et de la Reine-Charlotte). Ces laves sont recouvertes de carbonates de plate-forme interne : le calcaire de Chitistone, le marbre de Whitestripe, la formation de Kunga et le calcaire de Quatsino. Elles recouvrent une séquence andésitique d'arc datant du Paléozoïque supérieur et des argilites et calcaires du Permien. Du fait de l'homogénéité de cette région appelée Wrangellia et des différences qui la séparent des roches qui l'entourent, nombre de chercheurs pensent qu'elle est allochtone, formée à des paléolatitudes beaucoup plus basses, équatoriales, même si cette interprétation n'est pas unanimement admise. Sa latitude originale n'est pas connue avec certitude.
L'accrétion dans l'ouest de l'Amérique du Nord se produit dans le Jurassique supérieur ou le Crétacé inférieur ; ou, selon d'autres études, la collision du terrane composite de Wrangellia avec le craton nord-américain se produit au cours du Jurassique moyen.
Les roches volcaniques (sous-marines et subaériennes) représentent des épaisseurs stratigraphiques de 3,5 à 6 km. L'épaisseur est maximale au sud, sur l'île de Vancouver (6 km de basalte à haute teneur en titane avec de petites quantités de picrites), et minimale au nord, en Alaska et au Yukon (1 à 3,5 km de basaltes à teneur élevée en titane, sauf dans les parties inférieures de la stratigraphie volcanique où la teneur en titane est faible).

## Éruptions basaltiques et épisode  pluvial du Carnien
Les éruptions basaltiques de Wrangellia coïncident avec les changements climatiques et biotiques  qui se sont produits il y a environ 232 millions d'années, connus sous le nom de l'épisode pluvial du Carnien. La question se pose de savoir s'il y a un lien causal et si les émissions de gaz à effet de serre et les aérosols au moment de la formation de la province volcanique sont responsables de cette perturbation mondiale. Selon certains spécialistes, les éruptions de Wrangellia ont entraîné une injection de carbone léger dans le système atmosphère-océan, ce qui explique excursion négative de δ13C au début de l'épisode pluvial du Carnien enregistré dans la matière organique. L'épisode pluvial du Carnien serait à l'origine notamment de l'explosion des dinosaures.

## Latitude originale du terrane

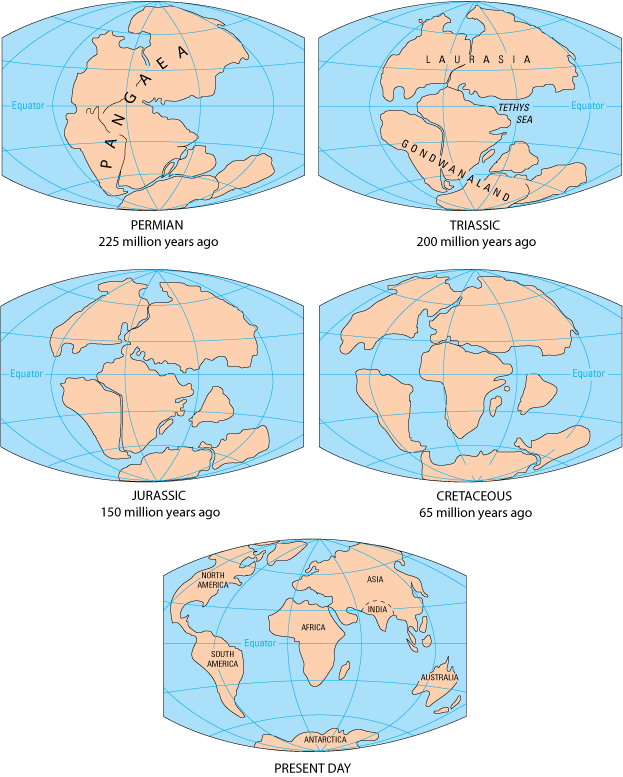
Fragmentation de Pangée (en haut : Permien, Trias)

Il existe deux hypothèses contradictoires quant à l'origine du Terrane Composite Wrangellia aux latitudes équatoriales ou polaires :
- Selon l'hypothèse du sud (équatoriale) Wrangellia est née à près de 3 000 km  au sud de son emplacement actuel, approximativement là où se trouve actuellement la Basse-Californie. Cette hypothèse suppose des déplacements rapides à travers l'océan Panthalassique[10] .

- Selon l'hypothèse nordique, Wrangellia s'est accrété à une latitude nord près de son emplacement actuel (lorsque l'Amérique du Nord, ou Laurentia, était plus à l'est dans le cadre du supercontinent Pangée).

### Hypothèse du Sud
Wrangellia est entré en collision et a fusionné avec le Terrane Alexander à l'époque de Pennsylvanien. À la fin du Trias, le Terrane Péninsulaire avait également rejoint le Terrane Composite de Wrangellia. Une zone de subduction existait du côté ouest de Wrangellia. Les roches du fond marin, trop légères pour être submergées, ont été comprimées contre le bord ouest de Wrangellia ; ces roches sont maintenant connues sous le nom de Terrane Chugach. Un système de failles complexes, connu sous le nom de faille des chaînes frontalières, est l'expression moderne de la zone de suture entre Wrangellia et le Terrane Chugach. Au fil du temps, la tectonique des plaques a déplacé cet amalgame de croûte généralement vers le nord-est, en contact avec la marge continentale nord-américaine. Le Terrane Composite de Wrangellia est entré en collision avec l'Amérique du Nord au moment du Crétacé et s'y est amarré. Le déplacement en grève, avec Wrangellia se déplaçant vers le nord, s'est poursuivi après l'accostage, bien que la quantité de déplacement post-accrétion soit controversée,,,.

### Hypothèse nordique

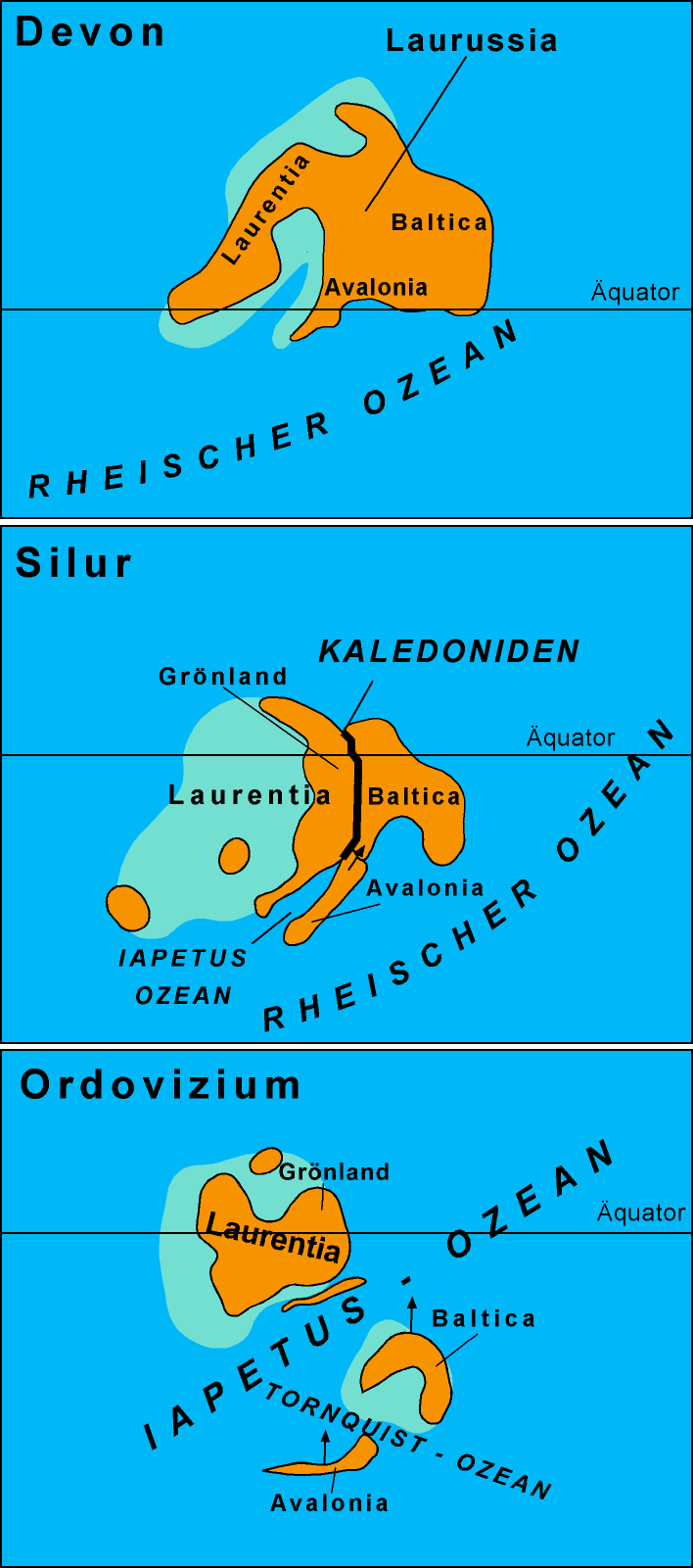
Laurentia, le paléocontinent qui formera l'Amérique du Nord (durant le Dévonien, le Silurien et l'Ordovicien); l'Océan Rhéique (Rheischer Ozean), la fermeture calédonienne, l'Océan Iapétus

Des preuves géologiques indiquent que la fermeture calédonienne de l'Océan Iapetus et de l'Océan Rhéique le long de la côte ouest de Laurentia (coordonnées modernes) a également ouvert un océan entre la marge nord de Laurentia et Baltica d'un côté et la Sibérie de l'autre. Ceci a eu pour effet de disperser des fragments continentaux   — le terrane Alexander, celui des Klamath orientales, celui du nord de la Sierra Nevada et le terrane Okanagan   — vers l'ouest, le long des rives de cet océan dans un processus d'arc arrière similaire à celui de la plaque Scotia actuelle entre l'Amérique du Sud et l'Antarctique. Pendant le Carbonifère, le terrane d'Alexandre a migré vers l'ouest dans le nord de l'océan Panthalassa où il a fusionné avec Wrangellia à la fin du Carbonifère   — les deux fragments continentaux sont restés isolés en pleine mer jusqu'à ce qu'ils soient accrétés à Laurentia dans le Jurassique moyen.